# Tweede Kamerverkiezingen 1986/Kandidatenlijst/RPF
Dit is de kandidatenlijst voor de Tweede Kamerverkiezingen 1986 van de RPF. De partij had een lijstverbinding met de SGP en het GPV.

## De lijst
- vet: verkozen
- schuin: voorkeurdrempel overschreden

1. Meindert Leerling - 74.637 stemmen
2. Jan Rietkerk - 3.091
3. H. Roffel - 366
4. Johan Frinsel - 3.147
5. Ad de Boer - 495
6. J.H. ten Hove - 194
7. P. Langeler - 65
8. A. Kadijk - 72
9. C.J. Smits - 81
10. Rijk van Dam - 86
11. Egbert Schuurman - 293
12. G.E. Rietveld-de Vries - 170
13. J. Heetebrij - 46
14. G.P.A. Beukema - 60
15. Henk Visser - 34
16. H.J. Colijn - 23
17. W. den Toorn - 30
18. A. de Boer - 61
19. A. Hekstra - 42
20. N.C. van Velzen - 102
21. H. Bisschop - 48
22. A. de Graaf - 55
23. H. van Riessen - 26
24. Cor de Jonge - 47
25. F.J. Nieuwenhuis - 58
26. A. Troost - 33
27. L. Zandbergen-Kok - 49
28. J.G. van Arkel - 28
29. A.H. de Jongh - 30
30. G. Broere - 113

PvdA · CDA · VVD · D66 · PSP · SGP · CPN · PPR · RPF · GPV · EVP · AR'85 · Centrumdemocraten · Federatieve Groenen · VCN · Centrumpartij · PGI · SP · Partij voor Ambtenaren en Trendvolgers · Lijst 19 (kieskring 9) · God Met Ons · Partij voor de Middengroepen · Loesje · Humanistische Partij · SAP · Partij Algemeen Belang · Lijst 27
1977 · 1981 · 1982 · 1986 · 1989 · 1994 · 1998